# Histioea hoffmannsi
Histioea hoffmannsi là một loài bướm đêm thuộc phân họ Arctiinae, họ Erebidae.